# Mount & Blade II: Bannerlord
Mount & Blade II: Bannerlord è un videogioco di ruolo del 2022, sviluppato e pubblicato da TaleWorlds Entertainment per PC, PlayStation 5 e Xbox Series X. Prequel di Mount & Blade: Warband, è stato annunciato nel 2012 e pubblicato in accesso anticipato il 31 marzo 2020 per Microsoft Windows tramite Steam e GOG.com. In continuo aggiornamento, l'uscita ufficiale per PC, PlayStation 4, PlayStation 5, Xbox One e Xbox Series X/S è avvenuta il 25 ottobre 2022.

## Modalità di gioco

### Ambientazione
Il gioco è ambientato circa 200 anni prima di Mount & Blade: Warband, durante il declino dell'Impero di Calradia e la formazione dei regni presenti nei giochi precedenti, analogamente alla caduta dell'Impero Romano e la formazione dei regni indipendenti in Europa. Le armature, le armi e l'architettura prendono ispirazione da quelle del 600-1100 d.C.

### Fazioni
Mount & Blade II: Bannerlord comprenderà almeno sei principali fazioni (otto considerando che una di esse è divisa in tre parti), ciascuna composta da clan in competizione con altri, ognuno con i suoi obiettivi.
- Impero Calradico: ispirato all'Impero Romano medievale, è il luogo dove i giocatori si trovano coinvolti all'inizio del gioco. Dopo che il suo ultimo imperatore Arenicos è passato a miglior vita senza eredi, l'impero è coinvolto in una guerra civile a tre parti. La fazione settentrionale è sostenuta dal senato, capeggiato dal senatore Lucon e che intende eleggere da sé l'imperatore; quella meridionale è comandata da Rhagaea, moglie di Arenicos, la quale sostiene la figlia Ira, che dovrà dunque succederle; quella occidentale, guidata dall'eroe Garios, ritiene che sia l'esercito a dover scegliere l'imperatore. Nonostante la divisione interna, la forza militare dell'Impero rimane immutata, potendo schierare unità di fanteria, cavalleria e arcieri equalmente devastanti.[11]
- Vlandia: specializzato nella cavalleria pesante e guidato da re Derthert, questo regno si ispira ai Normanni.[12]
- Sturgia: abitanti delle montagne del nord e letali guerrieri con ascia e con spada ad una mano, sono simili ai Rus di Kiev e sono guidati dal principe Raganvad.[13]
- Aserai: questo popolo abita le terre desertiche della Calradia, e anche per questo è ispirato ai popoli arabi pre-islamici; è guidato dal sultano Unqid, e in battaglia usa un insieme di fanteria e cavalleria.[14]
- Khuzati: guidati da Monchug, usano largamente unità di arcieri montati a cavallo, ragion per cui sono ispirati alle popolazioni turco-mongole.[15]
- Battanici: guidati dal re Caladog e ispirati ai popoli celtici, sono un popolo famoso per l'abilità e la precisione dei suoi arcieri, e si affidano anche a tattiche di imboscata e guerriglia.[16]

Il gioco presenta inoltre varie fazioni secondarie, tra cui la Legione dei Traditi, le Braci della Fiamma, il Popolo della Foresta, la Compagnia del Cinghiale d'Oro, la Fratellanza dei Boschi e i Karakhuzait. Queste non possiedono insediamenti e vagano per Calradia, lavorando come mercenari al soldo dalle varie fazioni.

### Battaglie
Le battaglie sono caratterizzate dalle stesse funzioni innovative del precedente titolo: sarà infatti possibile guidare un esercito in battaglia con la prospettiva in prima persona, impartendo gli ordini sul campo e combattendo al fianco dei propri uomini. Inoltre, sono presenti nuove caratteristiche come la possibilità di lanciare pietre e olio incendiario sui nemici dalle mura, o utilizzare macchine d'assedio quali scale, arieti e catapulte, con le ultime delle quali è possibile distruggere parti delle mura e delle torri. In parte anche per questo, gli assedi saranno molto più strategici rispetto al capitolo precedente, anche per via della possibilità di posizionare le armi d'assedio, così come anche di bombardare le mura prima della battaglia vera e propria. Tuttavia, per scoraggiare bombardamenti prolungati sulla mappa di battaglia, solo i merli, le porte e le macchine d'assedio saranno distruttibili durante la battaglia. In ogni caso, la difesa dei castelli è progettata in favore dei difensori: ne è un esempio il sistema di feritoie posizionate su punti chiave, il che permette ai difensori di decimare gli attaccanti prima che raggiungano le porte. Inoltre, è presente una migliorata gestione degli ordini sul campo con meccaniche e interfacce del tutto inedite.

### Dialoghi e rapporti
Bannerlord apporta anche numerosi miglioramenti ai rapporti tra i personaggi, tra cui un sistema di dialoghi più avanzato per persuadere i personaggi non giocanti a fare quello che il giocatore desidera che facciano. In tal caso, bisognerà riempire una barra di progresso, che si riempirà a seconda degli argomenti esatti; se la barra è riempita, il personaggio sarà convinto dal giocatore. Se il giocatore non ci riesce con la sola persuasione, può sempre ricorrere al sistema di baratto per tentare di corromperlo (sistema usato anche per transazioni normali tra giocatore e mercanti). Se il giocatore fallisce di continuo a persuadere il personaggio, l'affare andrà in fumo, e i rapporti potrebbero risentirne negativamente. Tale sistema di persuasione è usato anche per corteggiare e sposare dei personaggi, e, altra novità rispetto a Warband, è possibile anche avere dei figli. Se il personaggio controllato dal giocatore muore, uno dei suoi figli può ereditarne eserciti e possedimenti e diventare il nuovo personaggio del giocatore.

## Sviluppo e promozione
A settembre 2012, TaleWorlds Entertainment annunciò che il gioco era in via di sviluppo e fece uscire un teaser per esso.
La grafica del gioco è stata significativamente migliorata rispetto al suo predecessore Mount & Blade: Warband, con migliorie ai modelli delle ombre e un maggior dettaglio di alta qualità. Le animazioni dei personaggi sono state create utilizzando il motion capture, mentre per le animazioni facciali sono state aggiornate per una rappresentazione delle emozioni perfezionate.
A marzo 2016, sono stati mostrati 40 minuti di gameplay durante l'evento di PC Gamer. A ottobre dello stesso anno, TaleWorlds realizzò una pagina sul negozio di Steam riguardo a Bannerlord.
A giugno 2017, sono stati mostrati 13 minuti di gameplay durante l'E3 2017. Nello stesso anno, TaleWorlds iniziò a pubblicare settimanalmente i diari degli sviluppatori, sul loro progresso di sviluppo del gioco, i quali forniscono dettagli e informazioni sulle diverse dinamiche del gioco e che precedentemente venivano resi pubblici solo poche volte all'anno.
Al Gamescom 2018, la TaleWorlds presentò una demo giocabile del gioco e pubblicò un nuovo trailer.
In un diario di sviluppo del 2019, TaleWorlds aveva confermato la closed beta di Bannerlord in un futuro prossimo. Tuttavia, non vennero fornite informazioni su quando si sarebbe svolta la closed beta.
Il 20 agosto 2019, TaleWorlds pubblicò un trailer che annunciava la pubblicazione del gioco in versione anticipata, nel mese di marzo 2020.

## Accoglienza
Nei primi giorni dalla sua pubblicazione, Bannerlord è diventato il più grande lancio dell'anno su Steam, raggiungendo più di 170.000 giocatori.